# كيث سمارت
كيث سمارت (بالإنجليزية: Keith Smart)‏ مواليد 21 سبتمبر 1964 في باتون روج، هو لاعب كرة سلة أمريكي معتزل أصبح مدرباً مساعدا بدأ مسيرته الاحترافية في سنة 1988. تم اختياره من قبل فريق غولدن ستايت ووريورز خلال الدرافت وهو مدرب مساعد لفريق ميمفيس غريزليس في الرابطة الوطنية لكرة السلة. يبلغ طوله 6 قدم 1 بوصة (1.9 م). حقق المركز الثاني في دورة الألعاب الأمريكية 1987. اعتزل اللعب في 1997.

## الميداليات
| الميدالية | المسابقة                    |
| --------- | --------------------------- |
| فضية      | دورة الألعاب الأمريكية 1987 |

## إحصائيات المسيرة
| الفريق              | السنة   | G  | W  | L  | W–L% | النهاية | PG | PW | PL | PW–L% | النتيجة                  |
| ------------------- | ------- | -- | -- | -- | ---- | ------- | -- | -- | -- | ----- | ------------------------ |
| كليفلاند كافالييرز  | 2002–03 | 40 | 9  | 31 | .225 | 8       | —  | —  | —  | —     | غاب عن الأدوار الإقصائية |
| غولدن ستايت ووريورز | 2010–11 | 82 | 36 | 46 | .439 | 3       | —  | —  | —  | —     | غاب عن الأدوار الإقصائية |
| سكرامنتو كينغز      | 2011–12 | 59 | 20 | 39 | .339 | 5       | —  | —  | —  | —     | غاب عن الأدوار الإقصائية |
| سكرامنتو كينغز      | 2012–13 | 82 | 28 | 54 | .341 | 4       | —  | —  | —  | —     | غاب عن الأدوار الإقصائية |
| المسيرة             | المسيرة | 2  | 93 | 1  | .354 |         |    |    |    |       |                          |

## روابط خارجية
- كيث سمارت على موقع إن بي أي (الإنجليزية)
- كيث سمارت على موقع سبورتس رفرنس (الإنجليزية)
- كيث سمارت على موقع كلية كرة السلة في سبورتس رفرنس.كوم (الإنجليزية)
- كيث سمارت على موقع ريلجم (الإنجليزية)
- كيث سمارت على موقع بروبوليرز (الإنجليزية)
- كيث سمارت على موقع سبورتس رفرنس (الإنجليزية)